# 히라가타정
히라가타정(平潟町)은 이바라키현 다가군에 일찍이 존재했던 정이다.

## 지리
- 현재의 기타이바라키시 북동부에 해당한다.

## 역사
- 1889년 4월 1일 - 정촌제 시행에 의해 히라가타촌이 단독으로 정으로 승격하여, 다가군 히라가타정이 성립하였다.
- 1956년 3월 31일 - 이소하라정, 세키나미촌, 세키모토촌, 오쓰정과 합병해, 이바라키시가 성립하여, 동일 기타이바라키시가 개칭되어, 히라가타정은 소멸하였다.

## 교통

### 도로
- 1급국도
  - 국도 제6호선

## 인구
| 1891년 | 1,753 |
| 1902년 | 2,462 |
| 1920년 | 2,218 |
| 1935년 | 2,702 |
| 1950년 | 3,430 |
| 1955년 | 3,534 |

## 교통

### 도로
- 1급국도
  - 국도 제6호선

## 참고문헌
- 角川日本地名大辞典編纂委員会『가도카와 일본 지명 대사전 8 茨城県』、가도카와 쇼텐、1983年 ISBN 4040010809